# Red Rose
Red Rose és una sèrie drama de terror britànic del 2022, basat en l'angoixa dels adolescents experimentada en diferents graus dins d'un grup d'estudiants obsessionats amb els seus telèfons intel·ligents. Creat per Michael i Paul Clarkson i produït per Eleven, es va emetre a la BBC Three a partir del 15 d'agost de 2022 i disponible a BBC iPlayer íntegrament a partir d'aquesta data al Regne Unit, i disponible a Netflix internacionalment i al Regne Unit el febrer. 15, 2023. Ha estat subtitulada al català.

## Repartiment
- Amelia Clarkson com a Wren Davies
- Isis Hainsworth com a Rochelle Mason
- Natalie Blair com a Ashley Banister
- Ellis Howard com a Anthony Longwell
- Ali Khan com a Tariq "Taz" Sadiq
- Ashna Rabheru com a Jaya Mahajan
- Adam Nagaitis com a Rick Bennet
- Natalie Gavin com a Rachel Davies
- Samuel Anderson as Vinny
- Harry Redding com a Noah Royston[3]
- Hannah Griffiths com a Big Jenna[6]
- Silvie Furneaux com a Little Jenna
- Ruaridh Mollica com a Patrick Hume